# Lacus Spei
Il Lacus Spei ("Lago della speranza", in latino) è un piccolo mare lunare situato nella zona nordorientale della luna, al confine del lato visibile. Giace entro un diametro di 80 km, anche se la maggior parte del lago occupa una regione di circa 50 km, con una direzione prevalente verso nordest.
A nord vi è il cratere Mercurius, mentre verso ovest-sudovest si trova il cratere Schumacher.
La superficie ha la stessa bassa albedo dei maggiori mari lunari, diventando più luminosa nelle sfumature in prossimità dei margini.
L'unica caratteristica degna di nota sul Lacus Spei è la presenza del cratere satellite 'Zenone P'. Il cratere Zenone si trova verso est-nordest, più vicino al bordo lunare.